# Hemistola cymiaria
Hemistola cymiaria är en fjärilsart som beskrevs av George Francis Hampson 1903. Hemistola cymiaria ingår i släktet Hemistola och familjen mätare. Inga underarter finns listade i Catalogue of Life.